# Marcin Moszyński
Marcin Moszyński herbu Nałęcz (zm. w 1705 roku) – podczaszy mielnicki w latach 1692–1705.
Był członkiem konfederacji sandomierskiej 1704 roku.